# 施奈茨尔罗伊特
施奈茨尔罗伊特是德国巴伐利亚州的一个市镇。总面积107.28平方公里，总人口1432人，其中男性727人，女性705人（2011年12月31日），人口密度13人/平方公里。